# Osynliga Universitetet
Osynliga Universitetet är en fiktiv byggnad i Ankh-Morpork.

## Information
Osynliga universitetet är ett universitet för utbildning av trollkarlar. Ärkekansler är Mustrum Ridcully. Samtliga föreläsningar hålls i sal 3B, en sal som inte finns med på ritningen över universitetet och också anses vara oändligt stor. Delar av universitetet verkar dyka upp av sig själva. Några delar är Hex, biblioteket för magiska böcker, Stora Salen och Ärkekanslerns expedition.

## Anställda
- Mustrum Ridcully, ärkekansler.
- Dekanus, trollkarl med hög rang.
- Lektorn i Moderna Runor.
- Grubblemus Stibbons, den som byggde Hex.
- Bibliotekarien, bibliotekarie i Osynliga Universitets bibliotek. Han blev genom en magisk olyckshändelse förvandlad till en orangutang och har kvar formen eftersom han anser det enklare att nå de högre hyllorna.
- Skattmästaren, smått galen universitetsmedlem.
- Taburetten i Ändlösa Studier.